# Henk van der Linden (voetballer)
Hendrik (Henk) van der Linden (7 december 1918 – 9 november 1985) was een Nederlands voetballer.
Van der Linden maakte in 1939 de overstap van AVV TOG naar AFC Ajax. Tijdens de Tweede Wereldoorlog verkaste hij naar Groningen en kwam hij uit voor Be Quick. Na de oorlog keerde hij terug bij Ajax. In de eerste interland van het Nederlands elftal na de oorlog, op 10 maart 1946 tegen Luxemburg, maakte hij zijn debuut. De centrale verdediger was in 1947 in twee interlands aanvoerder van Oranje.
In september 1947 speelde hij zijn laatste wedstrijd voor Nederland en kort daarna hield hij het ook bij Ajax voor gezien. Van der Linden kwam in 86 wedstrijden uit voor Ajax en scoorde 11 doelpunten. Na zijn sportloopbaan was hij koopman en caféhouder. In 1961 kwam hij in het nieuws toen hij onder invloed een ongeluk veroorzaakte en op de vlucht werd opgepakt met 700 horloges in zijn bezit.